# Колкунов Володимир Володимирович
Володи́мир Володи́мирович Колкунов (нар. 19 (31) березня 1866, Санкт-Петербург, Російська імперія — 2 лютого 1937, Краснодар, СРСР) — український і російський науковець у галузі агрономії та селекції рослин.

## Біографія
Володимир Колкунов народився у Санкт-Петербурзі в родині полковника російської армії Володимира Єгоровича Колкунова. Невдовзі родина переїхала до Києва. Володимир поступив до Першої київської гімназії, яку, втім, невдовзі залишив через сімейні обставини. У 1886 році склав екзамени на атестат зрілості екстерном та поступив до відділення природничих наук Харківського університету. Навчався у Харкові лише 5 семестрів.
У 1889—1893 роках навчався у Київському університеті на юридичному факультеті, проте диплома не отримав. Переїхав до маєтку батька для допомоги з сільським господарством. У 1898 році склав іспити на юридичному факультеті Новоросійського університету. У 1899 році вступив на сільськогосподарське відділення Київського політехнічного інституту, який закінчив 1904 року.
З 1912 року Колкунов був професором кафедри загального землеробства сільськогосподарського відділення Київського політехнічного інституту. Того ж року був обраний головою Київського агрономічного товариства. У 1918—1920 роках був головою ради правління цього відділення. У 1920—1922 роках — професор кафедри селекції. У 1922 року переходить до Київського ветеринарно-зоотехнічного інституту, де працював професором кафедри землеробства в 1922—1924 роках.
У 1927—1930 роках був професором Київського кооперативного інституту.
Короткий час у 1930 році очолював кафедру хліборобства Київського сільськогосподарського інституту.
У 1922 році був одним з організаторів та першим директором Наукового інституту селекції у Києві, очолював відділ селекції інституту. Також очолював Науково-дослідну кафедру хліборобства.
17 жовтня 1930 року Колкунова арештували працівники ОДПУ, звинувачуючи його в контрреволюційній діяльності. Під арештом від перебував до грудня того ж року, після чого був звільнений з забороною мешкати в Україні чи великих містах СРСР.
У 1930 році переїхав до Краснодару, де очолив наукову частину Всесоюзного інституту махоркової промисловості. З 1934 року став професором Кубанського сільськогосподарського інституту.

## Родина
Був одружений з Оленою Вільгельмівною Шварц. Мали сина Володимира (1892).

## Наукова діяльність
Перші праці Колкунова присвячені дослідженню фізіології рослин у період посухи. Він розробив теорію анатомо-фізіологічної кореляції посухостойкості рослин. Колкунов вважав розміри клітин епідермісу листка та кількість продихів важливими показниками продуктивності рослин.
Був членом Міжнародного товариства селекціонерів.
Досліджував теоретичні основи селекції пшениці, буряку, кукурудзи. Створив новий сорт кукурузди, схрещуючи сорти «Чінквантіно» і «Мінезота № 33»

## Публікації
- К вопросу о выработке выносливых к засухе рас культурных растений. Сообщение 1. Величина клетки как принцип рационального растениеводства // Хозяйство. 1906. № 1
- К вопросу о соотношении анатомических коэффициентов и физиологических свойств растений // Журнал опытной агрономии. 1913. Т. 14
- Про обробку землі під озимий та яровий хліб у посушливих місцевостях. К., 1924
- K вопросу о зимостойкости озимей // Труды Научного института селекции. К., 1927. Т. 2
- До питання про взаємини фізіології та селекції // Селекційний вісник. 1930. № 6
- О способе восприятия гипса клевером // Химизация социалист. земледелия. 1934. № 4–5.